# 델마르역
델마르역 (Del Mar Station)은 로스앤젤레스 군 광역철도의 금선역 중 하나이다. 패서디나의 레이몬드 애비뉴 (Raymond Avenue)와 아로요 파크웨이(Arroyo Parkway) 사이의 델마르 대로 (Del Mar Boulevard)에 위치해 있다. 과거에 존재했던 패서디나 암트랙/산타페 차량기지의 부지에 위치한다.
이 역에는 예술가 Ries Niemi가 만든 Kinetic Energy라는 역 아트가 있다. 이 역에는 290대의 유료 주차 공간이 있는 주차장이 있다. 26대의 자전거 공간이 있는 자전거 주차 시설도 있었으나, 2015년 현재 자전거 시설은 잘 정비되지 않았으며, 많은 선반이 손상되거나 파손되었다.
올드 타운 패서디나(Old Town Pasadena)의 남쪽 가장자리에 위치한 이 역은, 원래 패서디나 산타페 차량기지(Santa Fe Depot)를 갖추고 있었으며, 인근에 많은 콘도와 아파트가 있다.
이 역은 콜로라도 대로(Colorado Boulevard)의 로즈 퍼레이드(Rose Parade) 루트 근처의 골드 라인 역 중 하나이며, 퍼레이드를 보러 오거나 로즈 볼 경기장에서 로즈 볼 게임 및 UCLA 미식축구 경기를 보러 가는 셔틀을 타러 오는 사람들이 많이 이용한다.

## 역 정보

### 역 구조
| 승강장 | 상대식 승강장, 오른쪽 출입문이 열림 | 상대식 승강장, 오른쪽 출입문이 열림                               |
| 승강장 | 금선                                | ← 필모어 역 Fillmore← 애틀랜틱행 (종착점행)                       |
| 승강장 | 금선                                | → 메모리얼 파크 역 Memorial Park → APU/시트러스 칼리지행 (기점행) |
| 승강장 | 상대식 승강장, 오른쪽 출입문이 열림 |                                                                   |

### 열차 운행 정보
이 역에서는 일반 시간에 지하철 운행이 오전 5시부터 시작하여 오전 12시 15분까지 운행한다.

## 연결 가능한 대중교통
| 메트로 Metro Bus       | 일반 메트로버스: 177, 256, 260, 686, 687 급행 메트로버스: 501 Metro Rapid: 762 |
| 패서디나 Pasadena ARTS | 10, 20, 51, 52                                                                 |
| 기타:                  | -                                                                              |

## 인근 역세권
- 아트 센터 칼리지 오브 디자인(Art Center College of Design) : ARTS 버스 51번 경유
- 센트럴 파크(Central Park)
- Los Angeles Music Academy
- Old Town Pasadena Shopping and Dining District
- Pasadena Antique Center
- 패서디나 센터 & 시민 강당(Pasadena Center and Civic Auditorium)
- 패서디나 아이스링크(Pasadena Ice Skating Rink)
- Pasadena Humane Society & SPCA
- 산타페 차량기지(Santa Fe Depot)